# Teodor Balș
Teodor Balș (* August 1805; † 1. März 1857) war ein Bojar und Kaymacam, der vom 20. Juli 1856 bis zu seinem Tod 1857 das Fürstentum Moldau regierte. Die Hohe Pforte ernannte ihn zum Nachfolger des vorherigen Fürsten und liberalen Reformers Grigore Alexandru Ghica, dessen  Herrschaft nach sieben Jahren endete. Balș verfolgte, wie zeitgleich sein walachischer Amtskollege Alexandru D. Ghica, einen äußerst konservativen und reaktionären Kurs. In Balș’ Amtszeit fiel die Schließung einiger von seinem Vorgänger gegründeter Institutionen, wie der juristischen Fakultät der Universität von Iași und der moldauischen Nationalbank. Er schaffte die von Ghica erlassenen liberalen Pressegesetze ab. Er war gegen die Vereinigung von Moldaus mit der Walachei, weshalb er nicht nur von der formellen Besatzungsmacht des Osmanischen Reiches, sondern auch vom Kaisertum Österreich unterstützt wurde. Die von ihnen abgelehnte Union der Donaufürstentümer erfolgte jedoch dennoch im Jahre 1859 und bildete die Basis für den modernen rumänischen Nationalstaat.